# Mezon B
Mezon B – mezon zawierający kwark denny i lżejszy antykwark lub antykwark denny i lżejszy kwark.
Wśród produktów rozpadu mezonu B znajduje się zwykle mezon D. W wypadku BS jest to DS. Wynika to z własności macierzy CKM, która słabiej tłumi rozpady kwarku b do kwarku c niż do kwarku u (rozpad do kwarku s i kwarku d są niemożliwe na poziomie drzewowym).